# Stone of Destiny (film)
Stone of Destiny is een Schots-Canadese film uit 2008 in regie van Charles Martin Smith. De humoristische avonturenfilm is gebaseerd op ware gebeurtenissen, en vertelt het verhaal van de ontvreemding van de Stone of Scone uit Westminster Abbey. De steen, waarop Schotse vorsten in de middeleeuwen werden gekroond, werd in 1296 door koning Edward I van Engeland meegenomen en onder de troon geplaatst in Westminster Abbey in Londen. In 1950 slaagde een groep Schotse nationalistische studenten erin om de steen uit Westminster Abbey te halen en terug te brengen naar Schotland, waar ze na onderhandelingen met overheden de steen terug afgeven in Arbroath Abbey, de plaats van de ondertekening van de Verklaring van Arbroath en een belangrijke plaats in de Schotse nationalistische traditie.

## Verhaal
In 1950 hoopt Ian Hamilton, een vurig lid van de Schotse nationalistische organisatie de Scottish Covenant Association, uiteindelijk een onafhankelijk Schotland te zien. Gefrustreerd en bedroefd door de zelfgenoegzaamheid van zijn mede-Schotten die de status quo lijken te accepteren, kijkt hij uit naar een tijd waarin Schotland vrij is om over haar eigen toekomst te beslissen. Nadat een petitie aan het parlement voor de instelling van een Schotse home rule is afgewezen, besluit Hamilton een symbolische daad uit te voeren om nationale aandacht in de beweging te brengen. Samen met zijn vriend, Bill Craig beraamt hij een plan om de Stone of Destiny terug te brengen naar Schotland vanuit Westminster Abbey in Londen, waar het symbolisch zwaar geladen erfgoed eeuwenlang werd bewaard nadat het door koning Edward I van Engeland werd meegenomen als oorlogsbuit in de Middeleeuwen.
Hamilton en Craig onderzoeken de plattegronden en beveiligingsinstellingen van Westminster Abbey en plannen de diefstal, maar zodra Craig zich realiseert wat de juridische implicaties zijn van het verwijderen van de steen en de mogelijke impact op zijn persoonlijke leven en carrière, trekt hij zich terug. Onverschrokken besluit Hamilton de steen zelf te verwijderen. Hij wendt zich tot John MacCormick, een prominente campagnevoerder voor Schotse devolutie, en vraagt om financiële hulp bij het project. Hoewel hij aanvankelijk weigert het voorstel van Hamilton serieus te nemen en diens bescheiden vraag voor £ 50 steun, verandert MacCormick van idee en biedt hij zijn steun. Later op een feestje verwijst MacCormick hem naar Kay Matheson, een jonge vrouw met sterke nationalistische ideeën, om hem te helpen de steen te recupereren.
Na een ontmoeting met Matheson wordt Hamilton al snel voorgesteld aan Gavin Vernon, een sterke jonge student die vooral bekend staat om zijn drankgebruik. Op de dag van hun vertrek naar Londen neemt Vernon onverwacht zijn stille vriend Alan Stuart mee. In eerste instantie is Hamilton tegen het binnenhalen van een vierde lid, maar Vernon overtuigt hem ervan dat Stuart en zijn auto waardevolle aanwinsten voor de groep zullen zijn. Ze spreken af om de steen op kerstavond te stelen terwijl heel Londen wordt afgeleid door de feestviering.
De vier nationalistische studenten arriveren de dag voor kerstavond in Londen en besluiten diezelfde nacht nog de steen te stelen, in plaats van hun oorspronkelijke plan van de volgende nacht. Die nacht, terwijl Matheson in de auto wacht, breken Hamilton, Vernon en Stuart Westminster Abbey binnen en stelen de Stone of Scone, die daarbij in twee stukken breekt. Aangezien de breuklijn al veel ouder was en slechts was opgelapt, rijdt de groep naar de Schotse grens en verbergt het grotere stuk in een veld. Na terugkeer in Glasgow en getuige te zijn geweest van de wijdverspreide nationalistische viering over de diefstal van de steen, leert de groep dat de steen permanent kan worden beschadigd als hij aan de elementen wordt overgelaten. Ze keren terug naar het veld en halen de steen op met behulp van een groep Roma die in het veld bivakkeren.
Nadat de twee delen van de steen opnieuw aan mekaar zijn bevestigd, bieden de studenten aan om het terug te geven aan de autoriteiten in de symbolisch belangrijke Abdij van Arbroath, de plaats van de ondertekening van de Verklaring van Arbroath. De politie arriveert en arresteert de studenten, die worden aangeklaagd, maar nooit worden vervolgd. De Stone of Scone werd teruggebracht naar Londen.

## Rolverdeling
- Charlie Cox als Ian Hamilton
- Billy Boyd als Bill Craig
- Robert Carlyle als John MacCormick
- Kate Mara als Kay Matheson
- Stephen McCole als Gavin Vernon
- Ciaron Kelly als Alan Stuart
- Brenda Fricker als Mrs. McQuarry

## Productie
De opnames begonnen in juni 2007 op verschillende locaties in Schotland, Wales en Engeland. De filmmakers kregen de zeldzame toegang om scènes op te nemen in Westminster Abbey. De film ging in première op het Edinburgh International Film Festival in Fountainbridge, Edinburgh, Schotland op 21 juni 2008 en sloot het 33e jaarlijkse Toronto International Film Festival af op 13 september 2008. De film ging in publieke première in het Verenigd Koninkrijk op 10 oktober 2008 en in Canada op 20 februari 2009.